# Hermannia fruticulosa
Hermannia fruticulosa är en malvaväxtart som beskrevs av Karl Moritz Schumann och Sckinz. Hermannia fruticulosa ingår i släktet Hermannia och familjen malvaväxter. Inga underarter finns listade i Catalogue of Life.